# Regina Elisabeth von Metzenhausen
Regina Elisabeth von Metzenhausen (* um 1600 in der Herrschaft Linster; † 1666 in Treis-Karden) war eine deutsche Meisterin (Oberin) im Kloster Maria Engelport.

## Leben
Regina Elisabeth von Metzenhausen entstammte dem Adelsgeschlecht Metzenhausen und war eine Tochter von Bernhard von Metzenhausen († 1632), Herr zu Linster, Waldeck, Meisenburg, Neef, Peterswald und Bullay und dessen Ehefrau Elisabeth von Hagen. Sie war eines von 17  Geschwistern; ein Bruder war der kurfürstlich trierische Amtmann im Zeller Hamm Peter Ernst von Metzenhausen. Nach dem Tod ihrer Verwandten Elisabeth von Metzenhausen, die von 1620 bis 1641 Meisterin im Kloster Maria Engelport war, wurde sie 1641 selbst Meisterin des Klosters. In ihrer Amtszeit setzte sie die von ihrer Vorgängerin begonnene Wiederaufbautätigkeit des durch den Dreißigjährigen Krieg in Teilen zerstörten Klosters Engelport fort. Vom Markgrafen Wilhelm von Baden-Baden erhielt sie am 24. Juli 1662 die Nachricht, dass er den Wiederaufbau des Klosters mit 1.000 Tannenborden (Tannenbrett) unterstützen werde, weil seine Eltern und Geschwister dort ruhten. Kurz nach ihrer Resignation bzw. ihrem Amtsverzicht am 12. Dezember 1665 starb sie im folgenden Jahr.